# Question!
Question! är en singel från 2005 av den amerikanska metalgruppen System of a Down. Låten spelades på radio för första gången den 23 maj 2005, då på den amerikanska radiokanalen KROQ. Det dröjde till den 12 juli samma år innan andra radiokanaler började spela låten. Låten fokuserar på livet efter döden och alla de frågor som uppstår runt detta. Att låten fokuserar på döden märks tydligt på låttexten som innehåller meningar såsom "Ghosts are now waiting for you" och "Do we, do we know. When we fly? When we, when we go. Do we die?".

## Låtlista
Alla låtar är skrivna och komponerade av System of a Down, om inte annat anges. 
| Nr | Titel                | Längd |
| -- | -------------------- | ----- |
| 1. | Question!            | 3:21  |
| 2. | Sugar (Live-version) | 3:54  |

| 1. | Question! |  |

| 1. | Question!                  | 3:21 |
| 2. | Forest (Live-version)      | 5:11 |
| 3. | Prison Song (Live-version) | 3:27 |
| 4. | Question! (Live-video)     | 3:25 |

| 1. | Question! (Konceptvideo) | 3:48 |
| 2. | B.Y.O.B. (Musikvideo)    | 4:24 |
| 3. | Sugar (Live-version)     | 4:03 |
| 4. | B.Y.O.B. (Live-video)    | 4:21 |